# Mehinaku
El mehináku (meinaku) és una llengua arawak del grup de llengües Paresí-Waurá parlada al parc indígena del Xingu del Brasil pels mehinakus, uns 230 individus. Un dialecte, el Waurá-kumá, és "una mica intel·ligible" amb el waurá a causa de la influència d'aquesta llengua.